# Wolfshügelturm

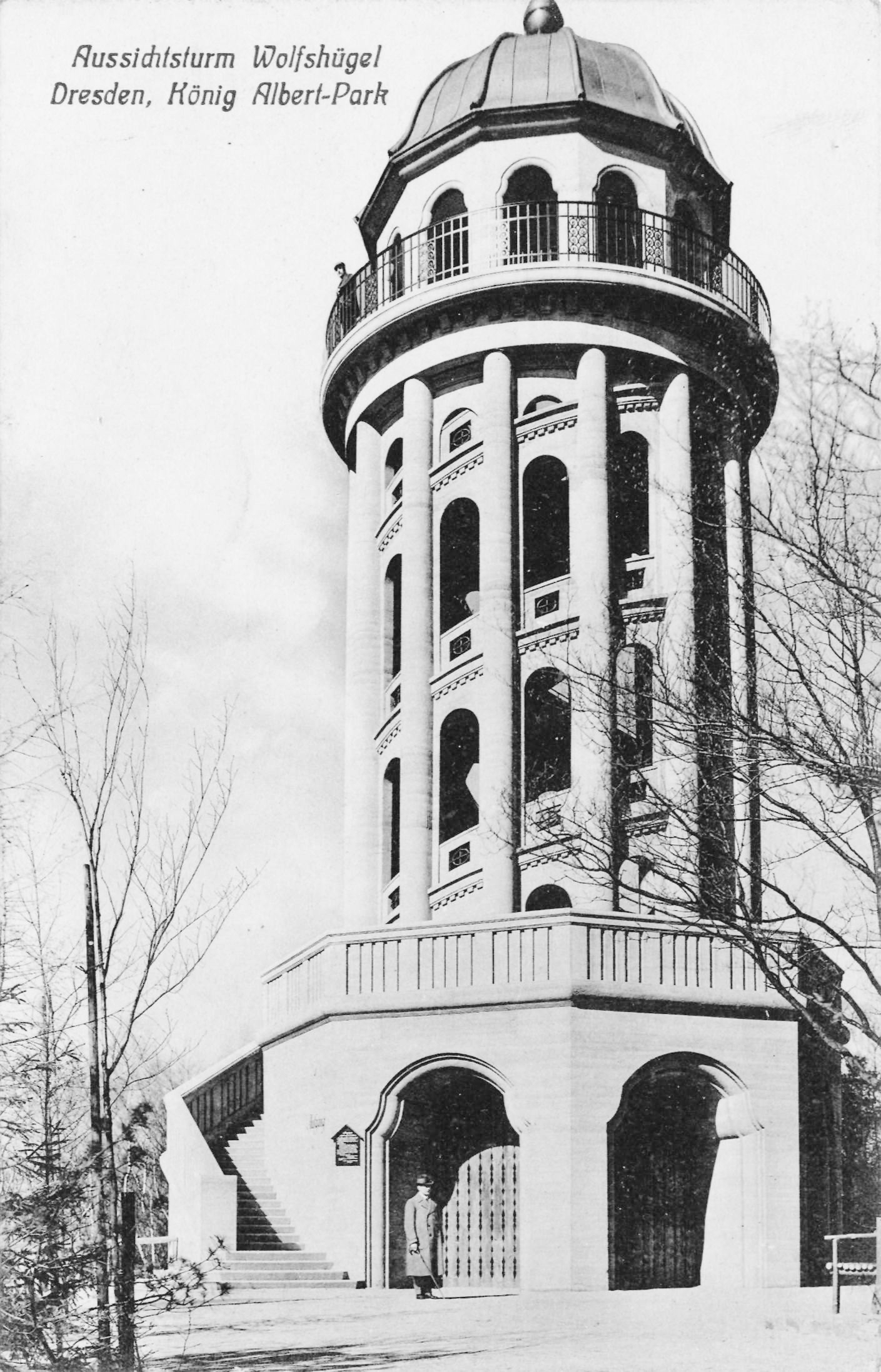
Wolfshügelturm (1911 bis 1945)

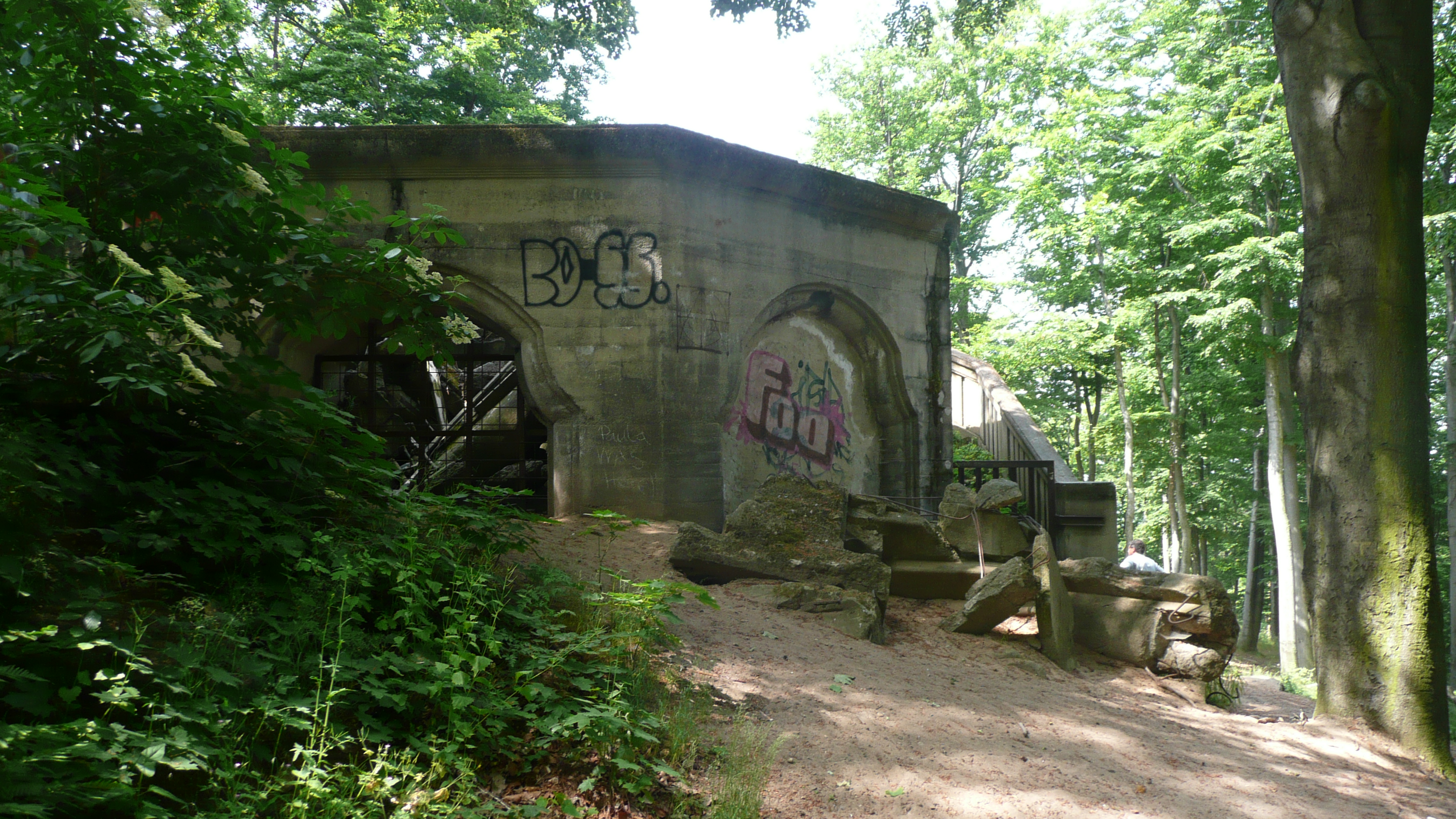
Sockel des Wolfshügelturms vor der Enttrümmerung

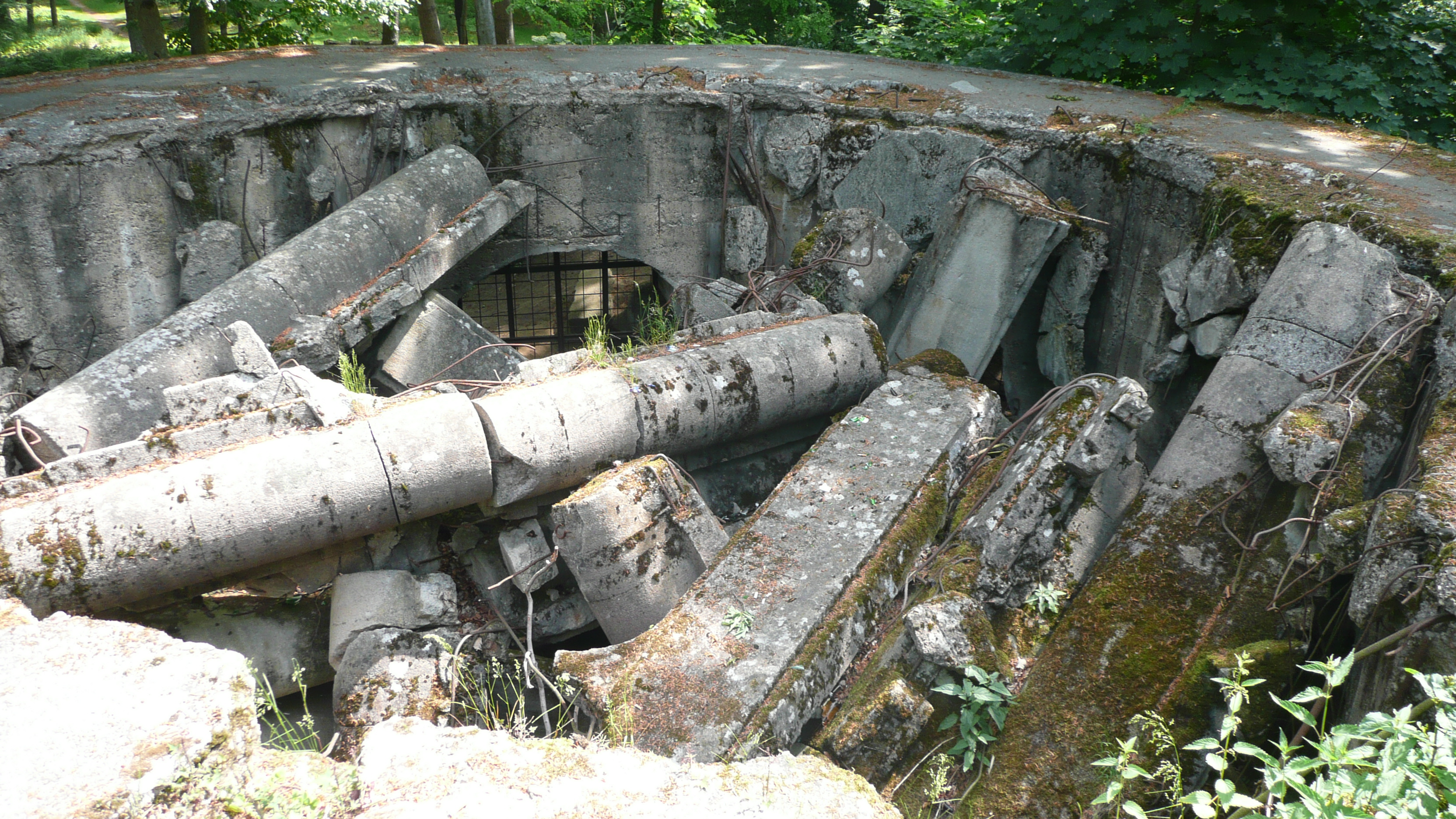
Trümmer des Wolfshügelturms vor der Enttrümmerung

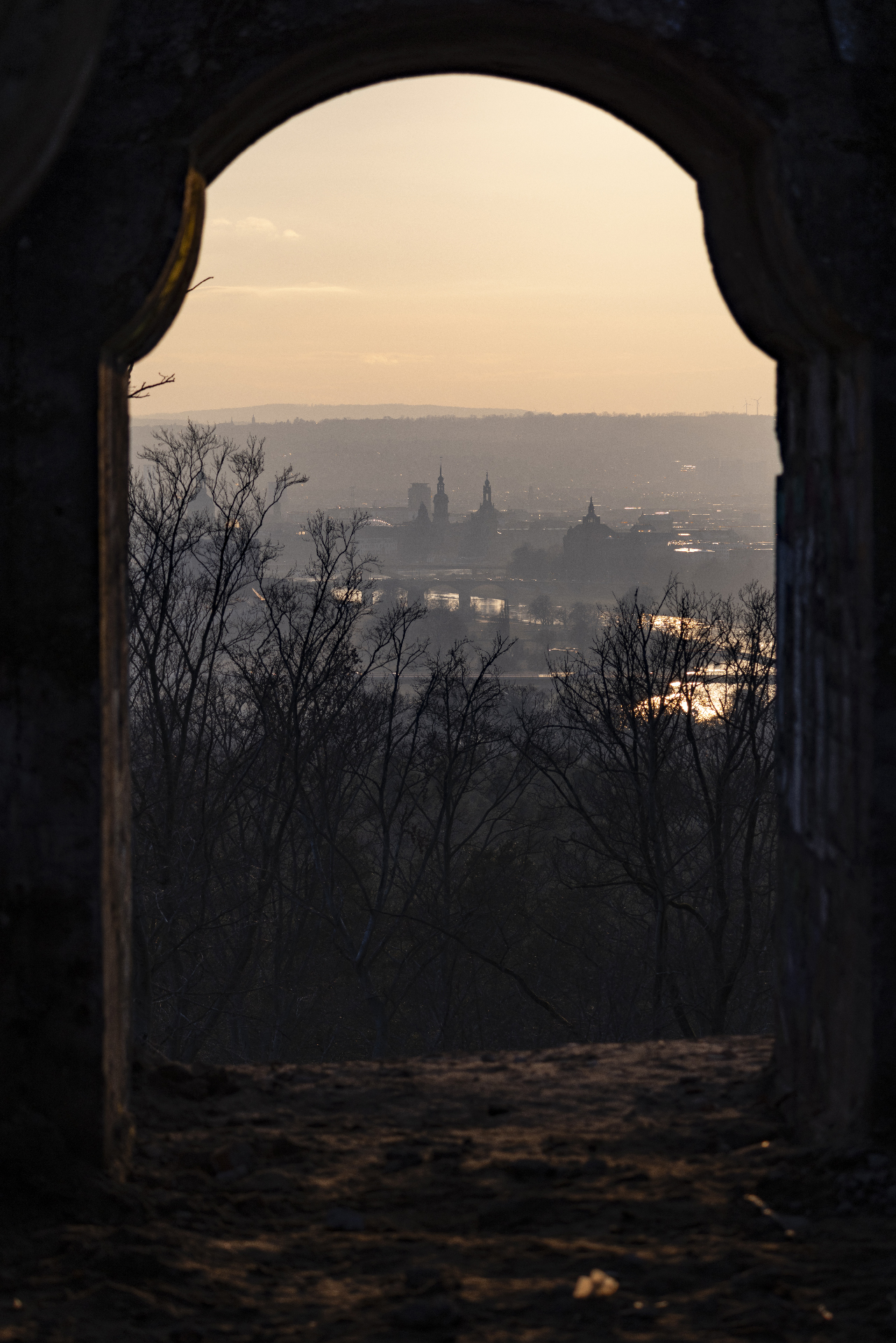
Blick durch den beräumten Sockel auf das abendliche Dresden.

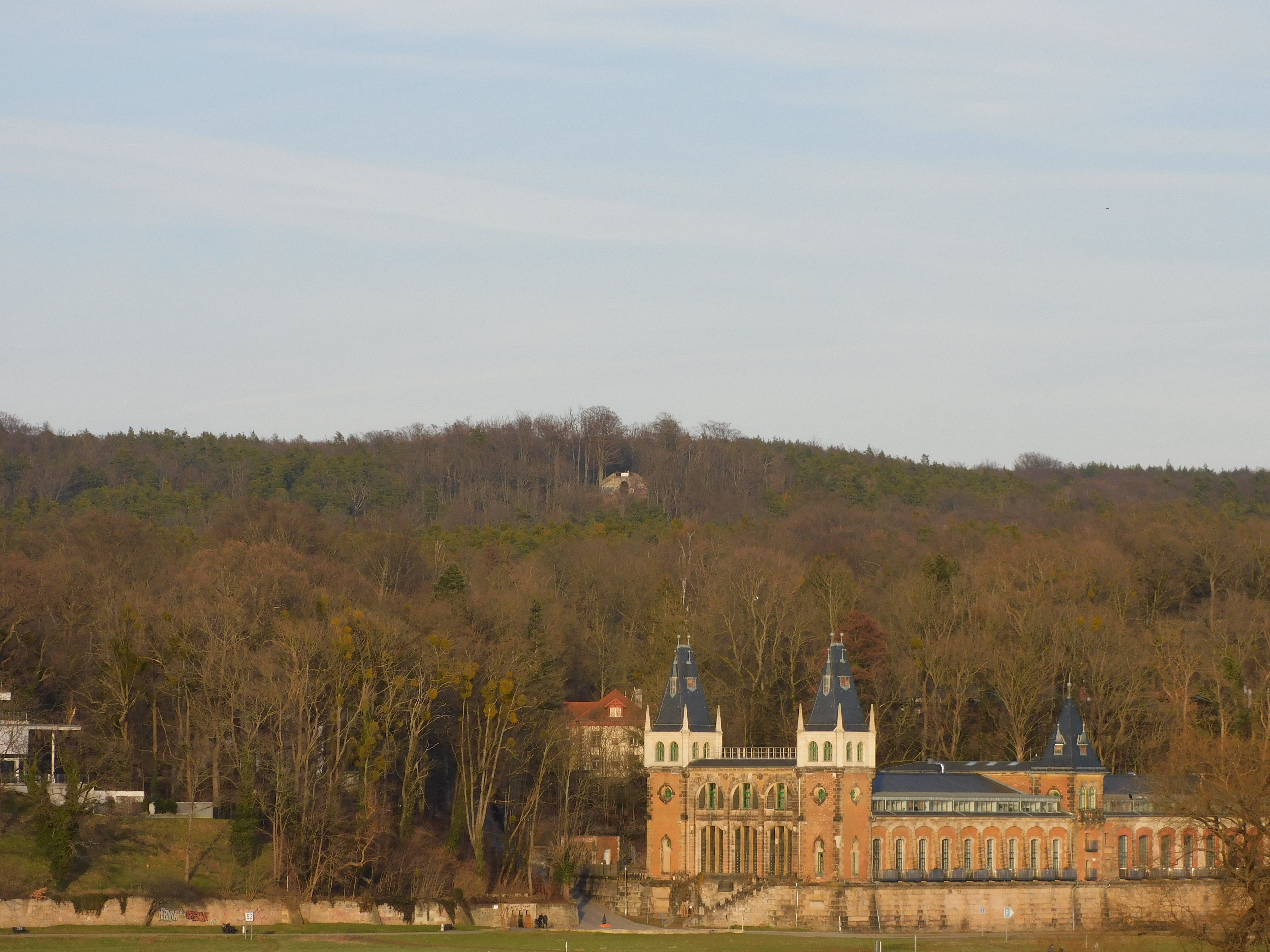
Blick von der Waldschlößchenbrücke Richtung Wolfshügel, im Wald über dem ehem. Wasserwerk der Sockel des Wolfshügelturmes

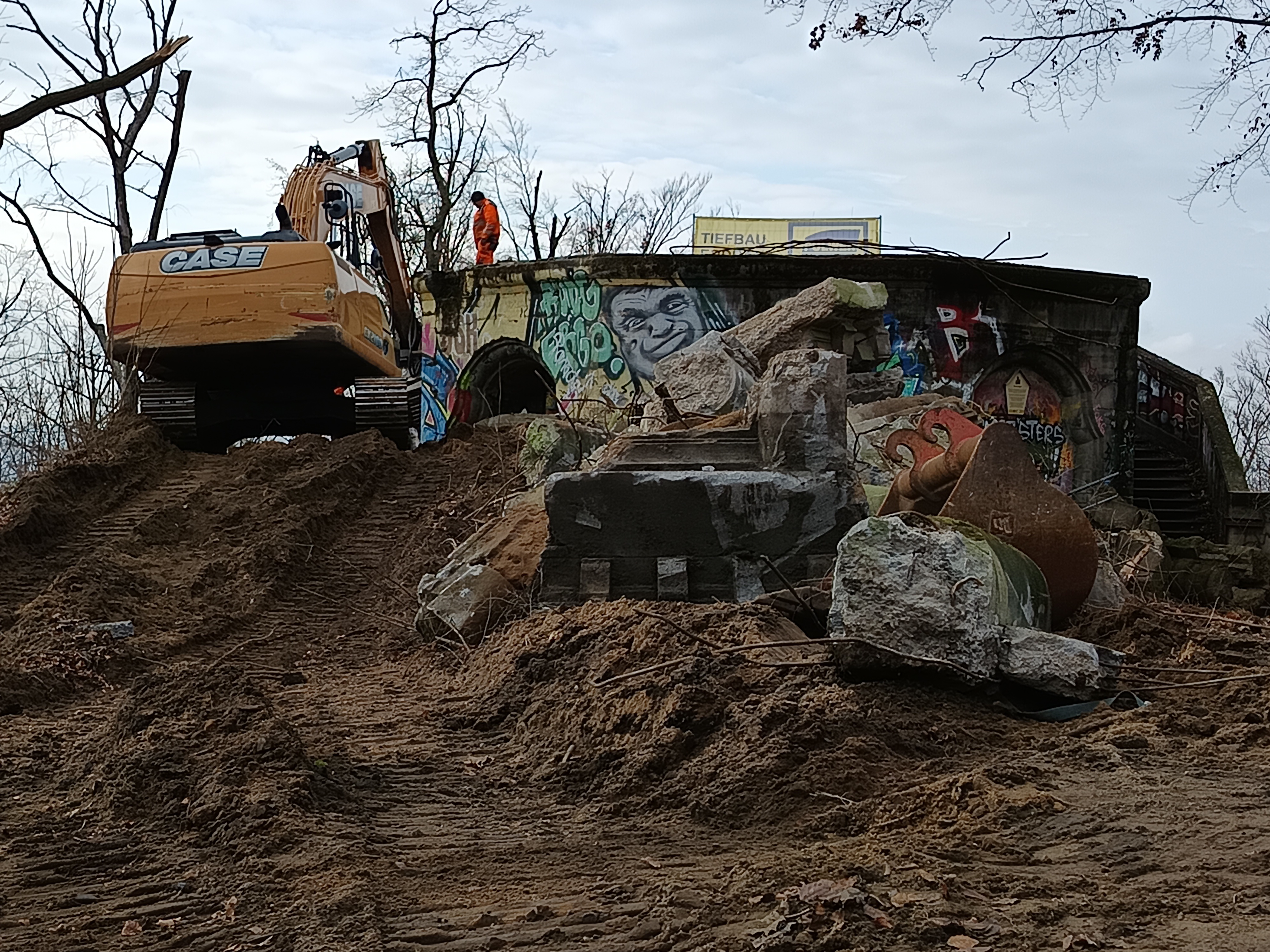
Enttrümmerung der Ruine des Wolfshügelturms durch die Firma Pulwer Erdbau aus Königstein im Auftrag des Vereins „Wiederaufbau Wolfshügelturm e.V.“

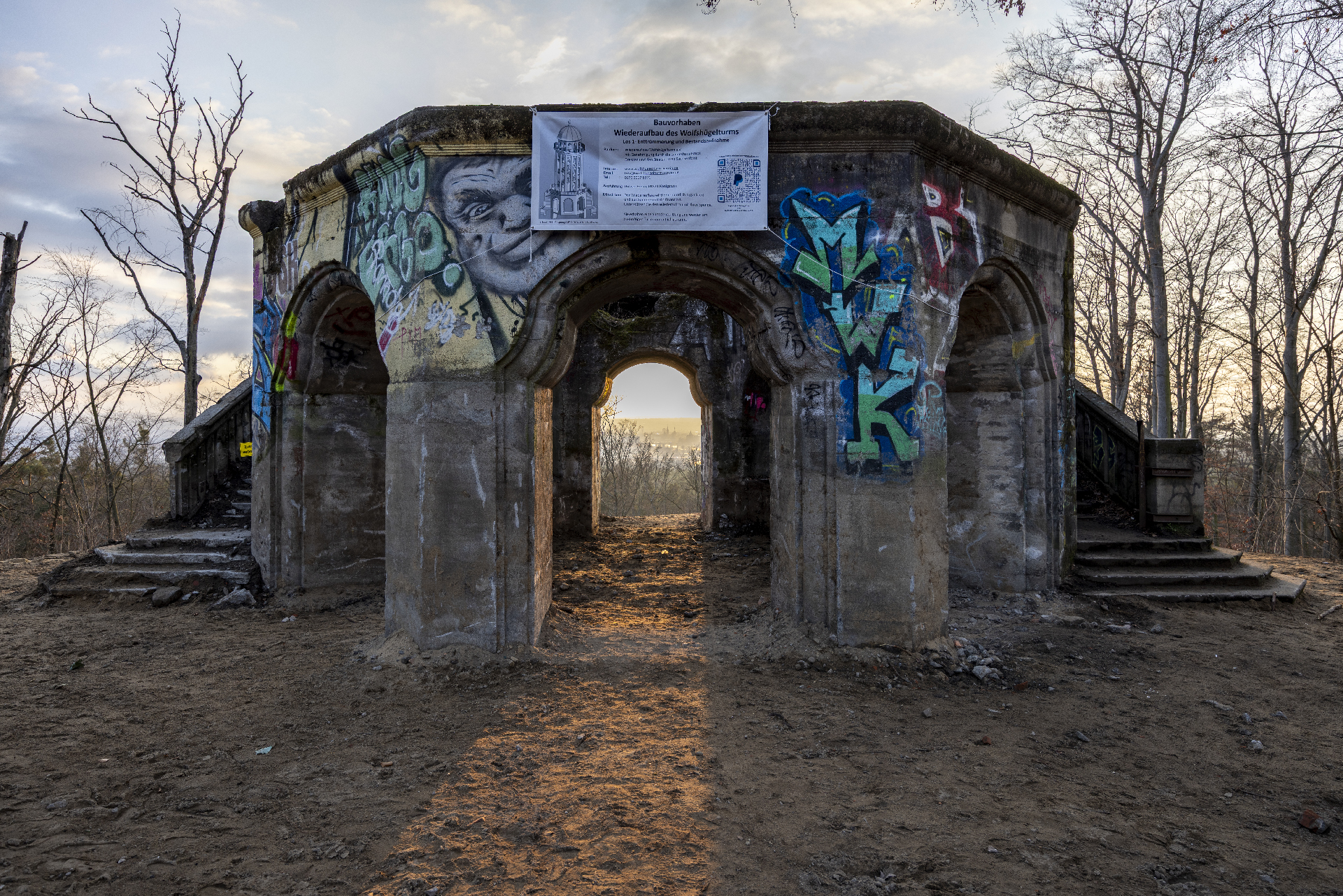
Sockel des Wolfshügelturms nach der Enttrümmerung am 1. März 2025

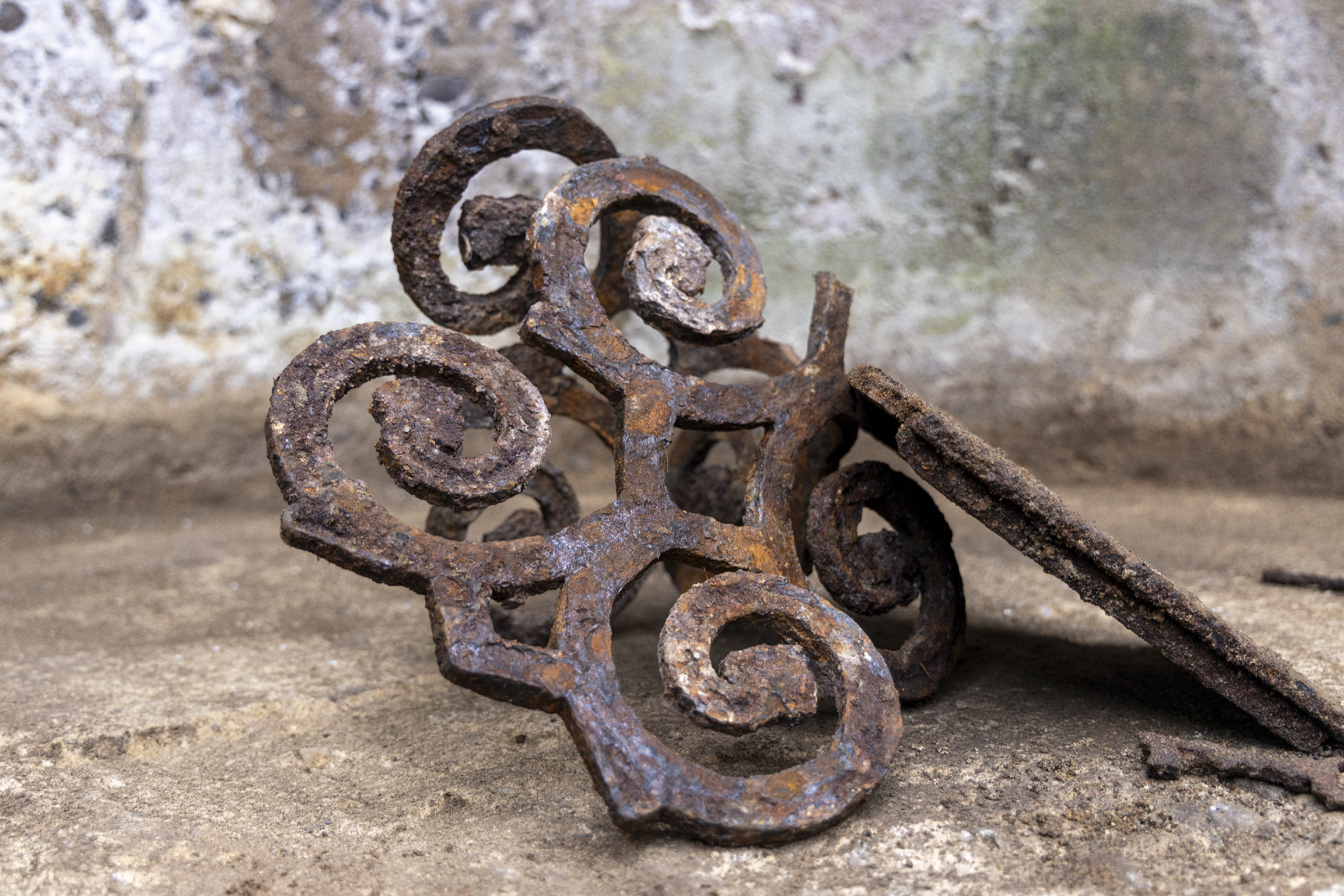
Fragment des alten Geländers der Aussichtsplattform

Der Wolfshügelturm war ein Aussichtsturm auf dem 211 m hohen Wolfshügel am Ostrand des Albertparks in der Dresdner Heide. Der 25 Meter hohe Stahlbeton-Turm wurde einst vom Stadtbaurat Hans Erlwein erschaffen. Am 8. Mai 1945 wurde der Turm von der SS gesprengt.  Eine Bürgerinitiative aus Dresden möchte an der Stelle wieder einen Aussichtsturm errichten. Ob in historischer oder in moderner Form, hängt von der Möglichkeit der Finanzierbarkeit ab, es wird jedoch ein Wiederaufbau nach historischem Vorbild angestrebt. Das Projekt wird ehrenamtlich organisiert und aus Spendengeldern finanziert.

## Geschichte
Nach Plänen von Hans Erlwein konnte 1911 ein seit 1886 bestehendes, hölzernes Aussichtsgerüst durch einen 25 Meter hohen, steinernen Turm ersetzt werden, der einen weiten Ausblick über die Stadt Dresden bot. Während des Zweiten Weltkrieges diente der Wolfshügelturm zusammen mit der Bunkeranlage an der Mordgrundbrücke einer Fernmeldeeinheit der SS als Funkturm. Im Mai 1945, vor Kriegsende, sprengte ihn die Wehrmacht, vermutlich um die Sendetechnik nicht der nahenden Roten Armee zu überlassen. Seit 1945 liegt der Turm in Trümmern und wurde über die Jahre nur notdürftig gesichert. Der Sockel des Turms ist weitestgehend erhalten geblieben, wurde jedoch mit Trümmern verfüllt und war bis zum 1. März 2025 nicht zugänglich.  Der erhaltene Sockel ist denkmalgeschützt. Eine ausführliche Beschreibung der Geschichte des Wolfshügelturmes findet sich unter wolfshuegelturm.de.

## Architektur
Über einem Unterbau (Sockel) erhob sich der Turm mit zwölf Säulen und Bogenfenstern. Im Inneren führten zwei ineinander liegende spiralförmige Treppen zum Aussichtsrondell unter der kupfernen Turmhaube. Einst war der 25 Meter hohe Turm auf dem Wolfshügel einer der beliebtesten Aussichtspunkte Dresdens.
Der Turm wurde unmittelbar auf Felsen gegründet, der an der Baustelle schon in 80 cm Tiefe gefunden wurde. Die Fundamente sind in Stampfbeton hergestellt, die Umfassungswände des achteckigen Unterbaus dagegen in Eisenbetonkonstruktion mit Hohlräumen. Die Decke des Unterbaus ist als Eisenbetondecke mit Unterzügen durchgebildet und dient der unteren Plattform als Fußboden. Der Zugang zu dieser Terrasse wird durch zwei dem Unterbau angelegten Treppenläufen gebildet. Die Treppen- und Terrassenbrüstung ist ebenfalls in Eisenbeton hergestellt, wie auch die Säulenschäfte und Füllungen des an der unteren Terrasse beginnenden runden Turmbaus und die zwei einseitig gefassten, an ihren freien Enden mit einer 10 cm starken Brüstung versehenen Treppenläufe. Ein zwölfeckiger, etwas zurückgesetzter Aufbau mit Kupferbedachung bildet den oberen Abschluss des Turmes. Alle sichtbaren Flächen sind mit Muschelkalkvorsatzbeton versehen, nur die Oberfläche der Plattform und Treppenstufen sind in Granitgrusvorsatzbeton ausgeführt, der fein gestockt ist, während der Muschelkalkbeton steinmetzgerecht scharriert ist. Die gesamte Einschalung wurde ohne Zuhilfenahme von Gipsformen nur in Holznegativen ausgeführt, die runden Teile der Simse wurden aus dem Vollen werkgerecht herausgearbeitet. Die Baukosten beliefen sich 1912 auf 42.000 Mark. (Dies entspricht nach Baupreisindex 2019 circa 650.000 €.)

## Wiederaufbau
Im Jahr 2018 haben Dresdner BürgerInnen den Verein „Wiederaufbau Wolfshügelturm e.v.“ gegründet zu dessen Vorsitzenden der ehemalige Dresdner Finanzbürgermeister Peter Lames gewählt wurde. Zusammen mit Kristin Sturm (stellv. Vorsitzende) und Henning Heuer (Finanzen) sind sie die treibende Kraft hinter dem Projekt.  Der Verein hat sich zum Ziel gesetzt, den historischem Turm wieder entstehen zu lassen. Der Erfolg des Projektes hängt jedoch von der Finanzierbarkeit ab. Das Projekt wird ehrenamtlich organisiert und wird ausschließlich aus Spendengeldern realisiert. Der Wiederaufbau soll in vier Phasen durchgeführt werden.